# John Parsons Cook
John Parsons Cook (* 31. August 1817 in Whitestown, New York; † 17. April 1872 in Davenport, Iowa) war ein US-amerikanischer Politiker. Zwischen 1853 und 1855 vertrat er den Bundesstaat Iowa im US-Repräsentantenhaus.

## Werdegang
Im Jahr 1836 zog John Cook mit seinem Vater nach Davenport in späteren Staat Iowa. Nach einem Jurastudium und seiner im Jahr 1842 erfolgten Zulassung als Rechtsanwalt begann er in Tipton im Iowa-Territorium in seinem neuen Beruf zu praktizieren. Politisch wurde Cook Mitglied der Whig Party. Zwischen 1842 und 1845 saß er im territorialen Regierungsrat. Nach dem Beitritt Iowas zur Union war er zwischen 1848 und 1851 Mitglied des Staatssenats. Im Jahr 1851 kehrte er nach Davenport zurück, wo er als Rechtsanwalt arbeitete. 1850 kandidierte er erfolglos gegen den Demokraten Lincoln Clark für den Kongress.
1852 wurde Cook dann im zweiten Wahlbezirk von Iowa in das US-Repräsentantenhaus in Washington, D.C. gewählt. Dort trat er am 4. März 1853 die Nachfolge von Clark an, den er bei der Wahl geschlagen hatte. Da er bei den folgenden Wahlen im Jahr 1854 von seiner Partei nicht mehr nominiert wurde, konnte er bis zum 3. März 1855 nur eine Legislaturperiode im Kongress absolvieren, die von den Diskussionen um die Frage der Sklaverei überschattet war. Im Gegensatz zu den meisten seiner Parteifreunde war Cook ein Befürworter der Sklaverei. Diese Haltung hat zu seiner Nichtnominierung im Jahr 1854 beigetragen.
Nach dem Ende seiner Zeit im Repräsentantenhaus arbeitete John Cook wieder als Rechtsanwalt. Außerdem stieg er in Davenport in das Bankgeschäft ein. Nach der Auflösung des Whigs Ende der 1850er Jahre wurde er Mitglied der Demokratischen Partei. Er hat aber bis zu seinem Tod im Jahr 1872 kein höheres politisches Amt mehr bekleidet.